# Belenois java
Espèce

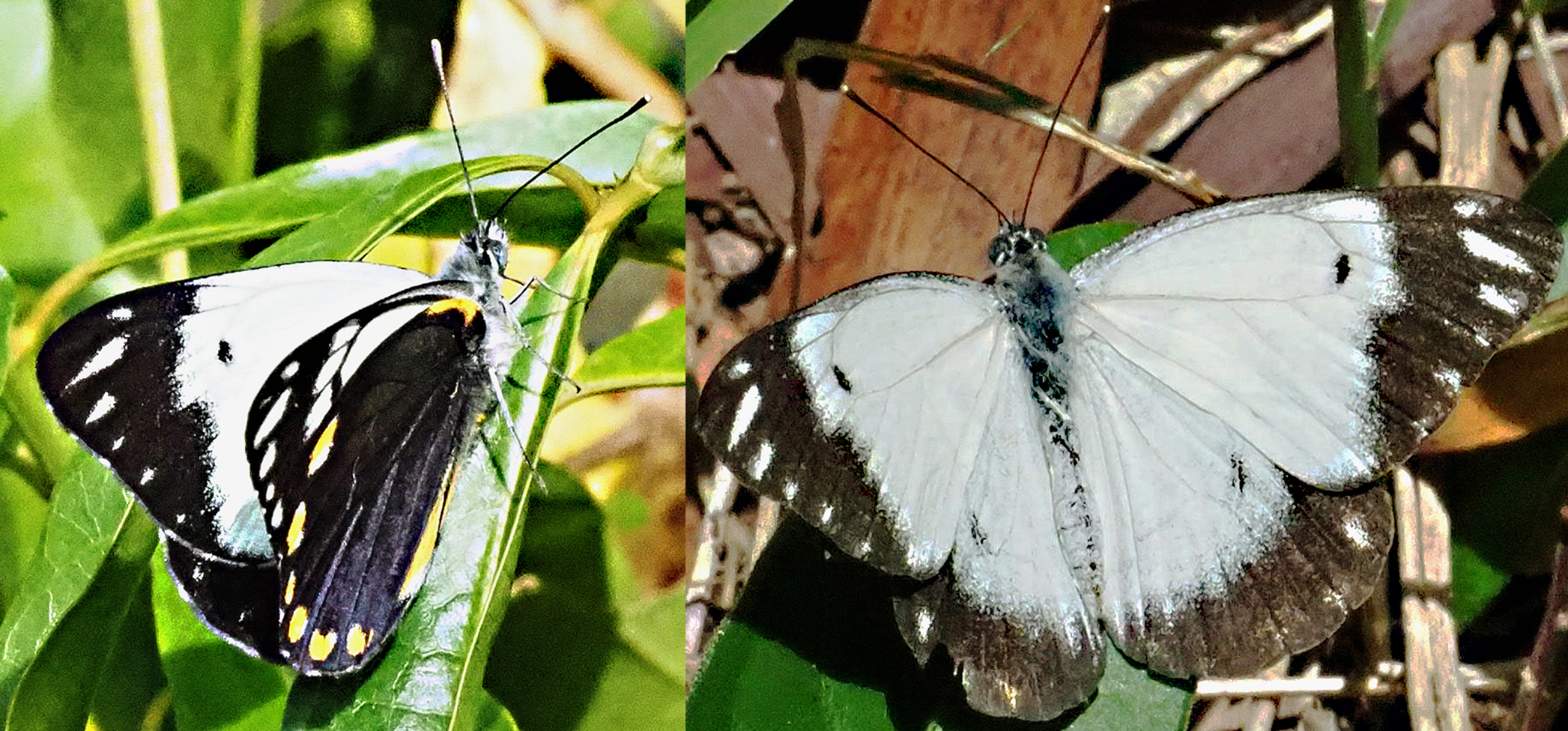
Belenois java peristhene mâle, revers et face supérieure Nouvelle Calédonie

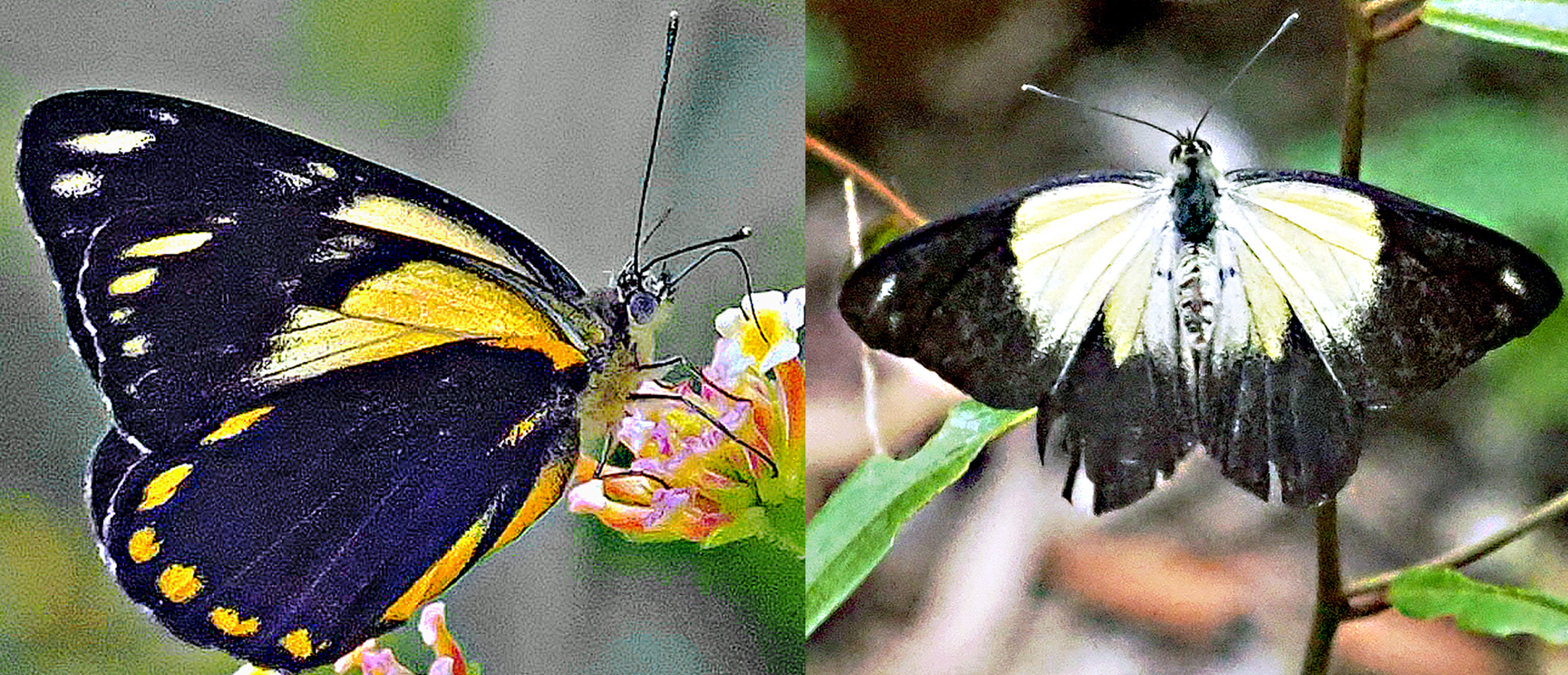
Belenois java peristhene femelle, revers et face supérieure Nouvelle Calédonie

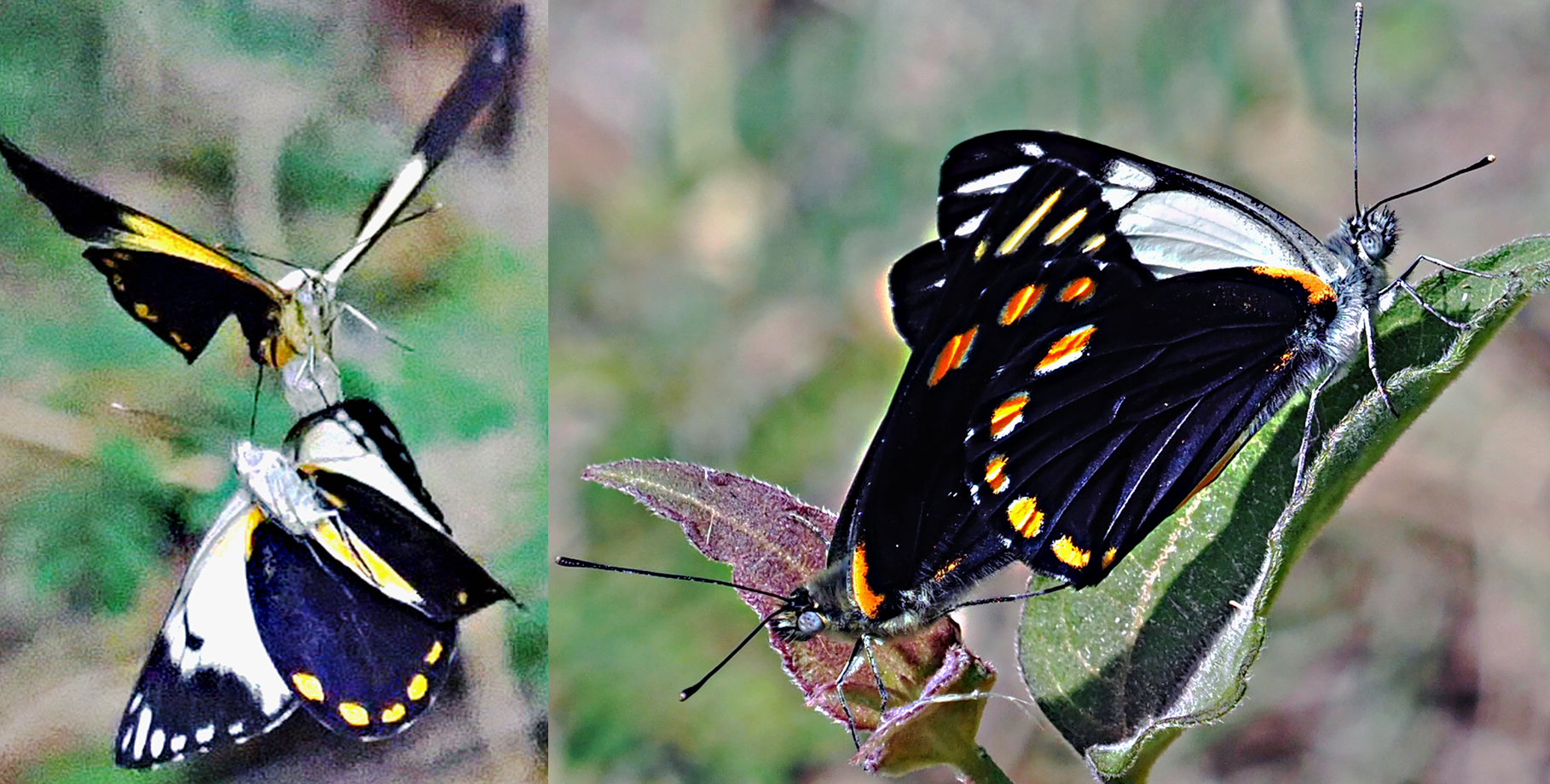
Belenois java peristhene parade nuptiale et accouplement Nouvelle Calédonie

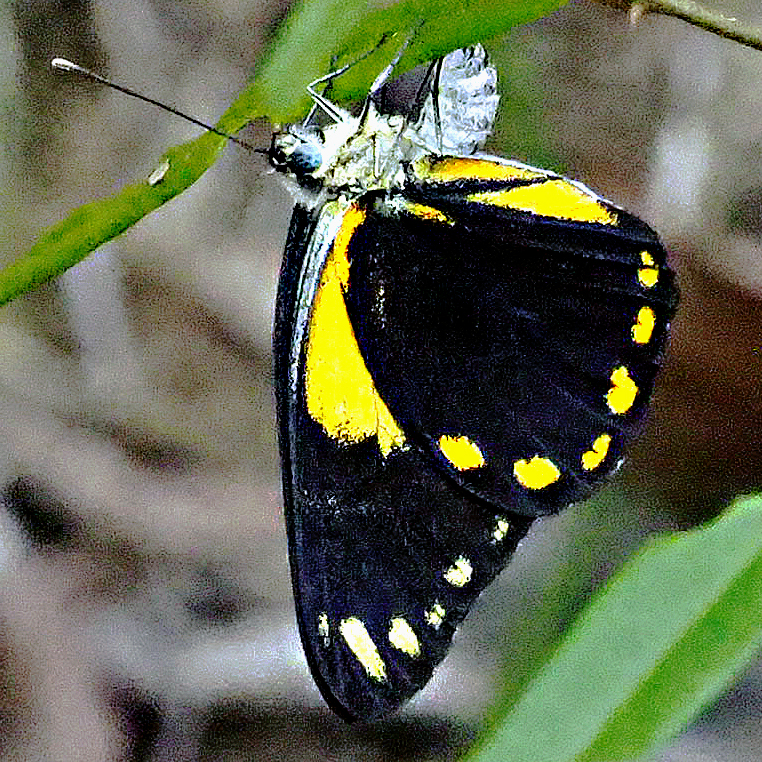
Belenois java peristhene femelle pondant sur Capparis sp. Nouvelle Calédonie

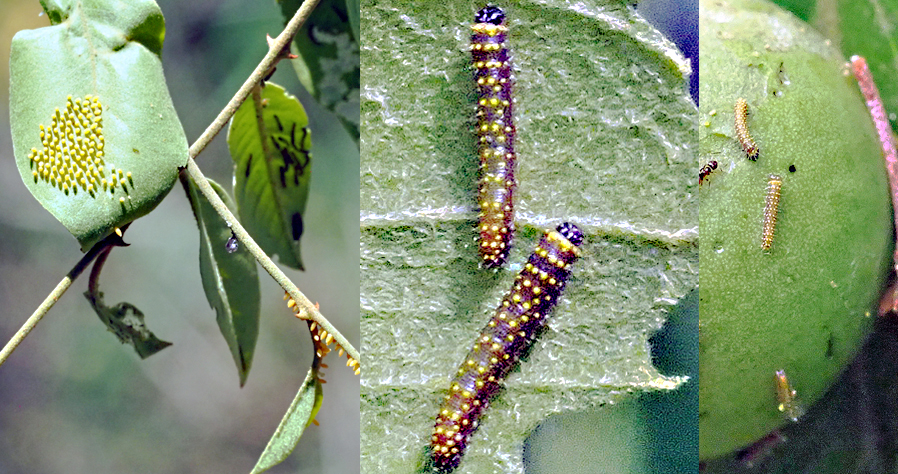
Belenois java peristhene stades larvaires et œufs Nouvelle Calédonie

Belenois java est un insecte lépidoptère de la famille des Pieridae, de la sous-famille des Pierinae et du genre Belenois.

## Dénomination
L'espèce a été décrite par Carl von Linné en 1768, sous le nom initial de Papilio java, le nom actuel est Belenois java.

### Synonymes
- Papilio java Linnaeus, 1768 - protonyme
- Papilio coronea (Cramer, 1775)[1]
- Papilio clytie (Donovan, 1805)
- Anaphaeis clytie[2].
- Papilio deiopea (Donovan, 1805)
- Pieris niseia (MacLeay, 1826)[3]
- Belenois java ab. magniplaga (Fruhstorfer, 1898)[4]
- Anaphaeis nigrita (Joicey & Talbot, 1928)

### Noms vernaculaires
Belenois java se nomme Caper White ou Common White en anglais.

### Sous-espèces
Ce lépidoptère est représenté par sept sous-espèces :
- Belenois java java[5] à Java et au Sulawesi.

Synonymie pour cette sous-espèce
Anapheis java java 
- Belenois java ina (Fruhstorfer)
- Belenois java micronesia (Fabricius, 1775)(aux Fidji)[7].

Synonymie pour cette sous-espèce
Anapheis java micronesia
- Belenois java peristhene (Boisduval, 1859) aux Nouvelles-Hébrides et en Nouvelle-Calédonie.

Synonymie pour cette sous-espèce
Pieris peristhene (Boisduval, 1859)
Anapheis java peristhene
- Belenois java picata (Butler, 1882)

Synonymie pour cette sous-espèce
Belenois picata (Butler, 1882)
- Belenois java savuana (Fruhstorfer, 1898) sur Savu

Synonymie pour cette sous-espèce
Pieris (Belenois) teutonia savuana (Fruhstorfer, 1898)
Anapheis java picata
- Belenois java teutonia;(Fabricius, 1775) en Australie et en Nouvelle-Calédonie

Synonymie pour cette sous-espèce
Papilio teutonia (Fabricius, 1775)
Anapheis java teutonia

## Description
Les deux sexes pour Belenois java peristhene - Muséum de Toulouse.

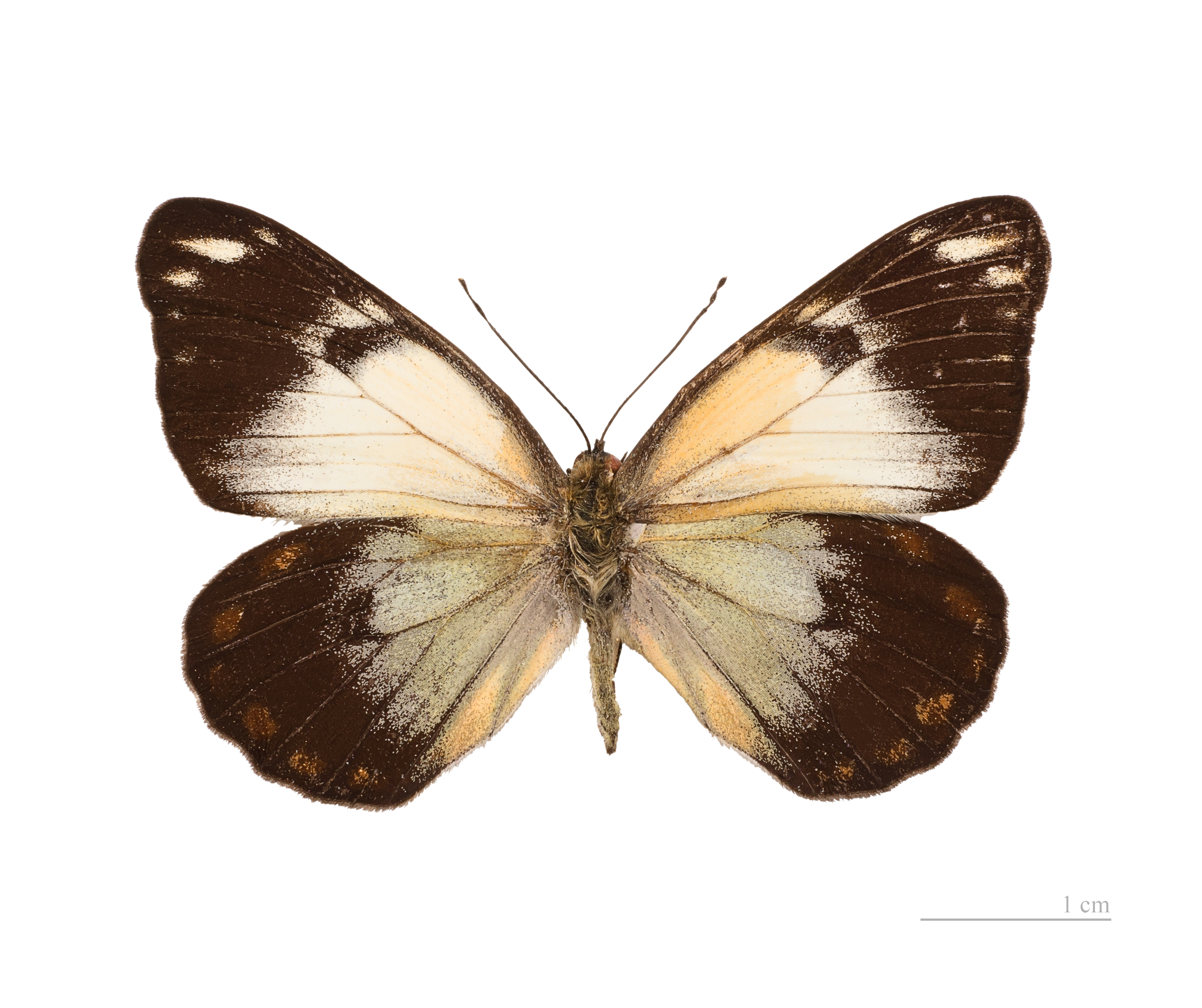
♂ Face dorsale
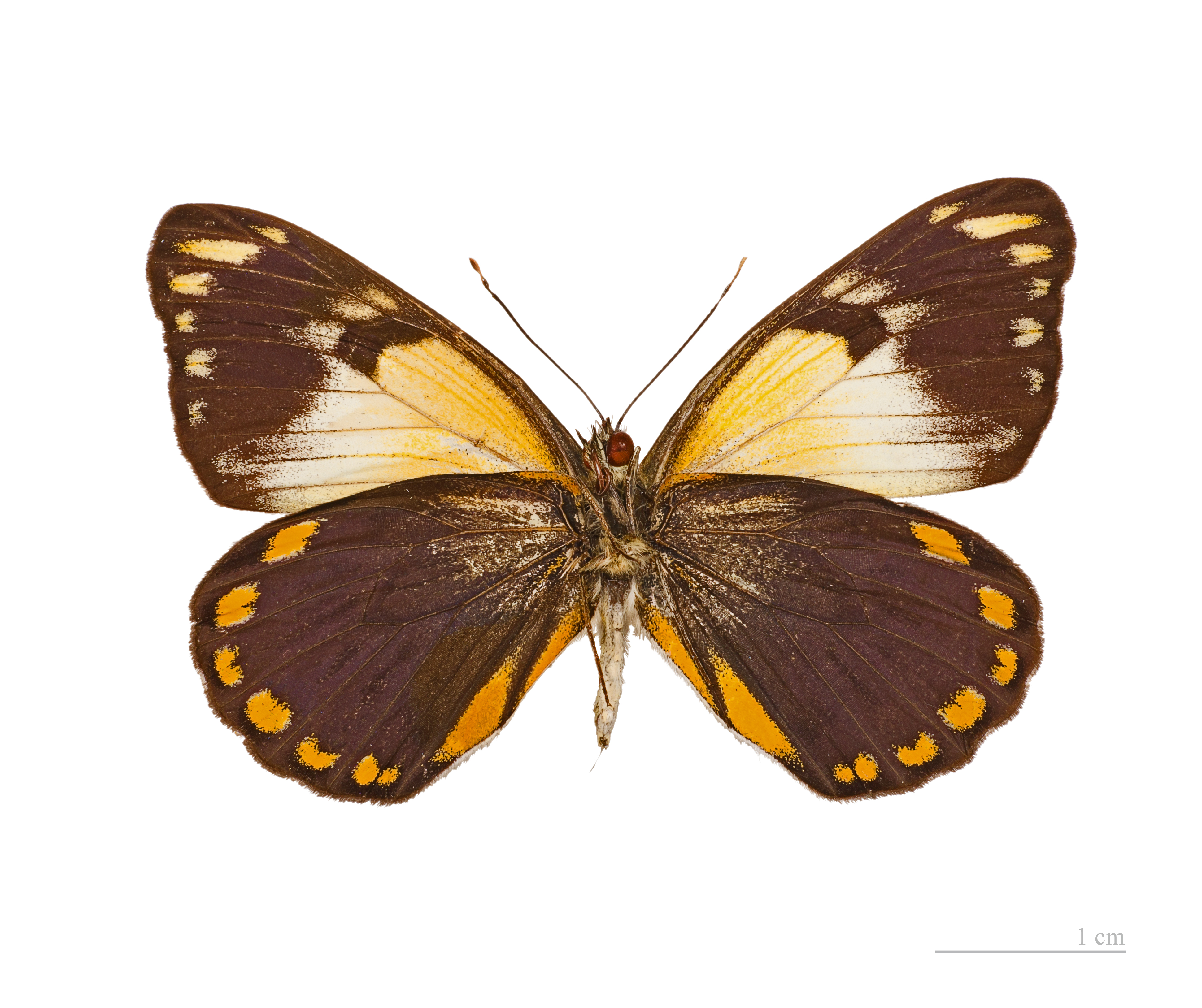
'♂ △ - Face ventrale
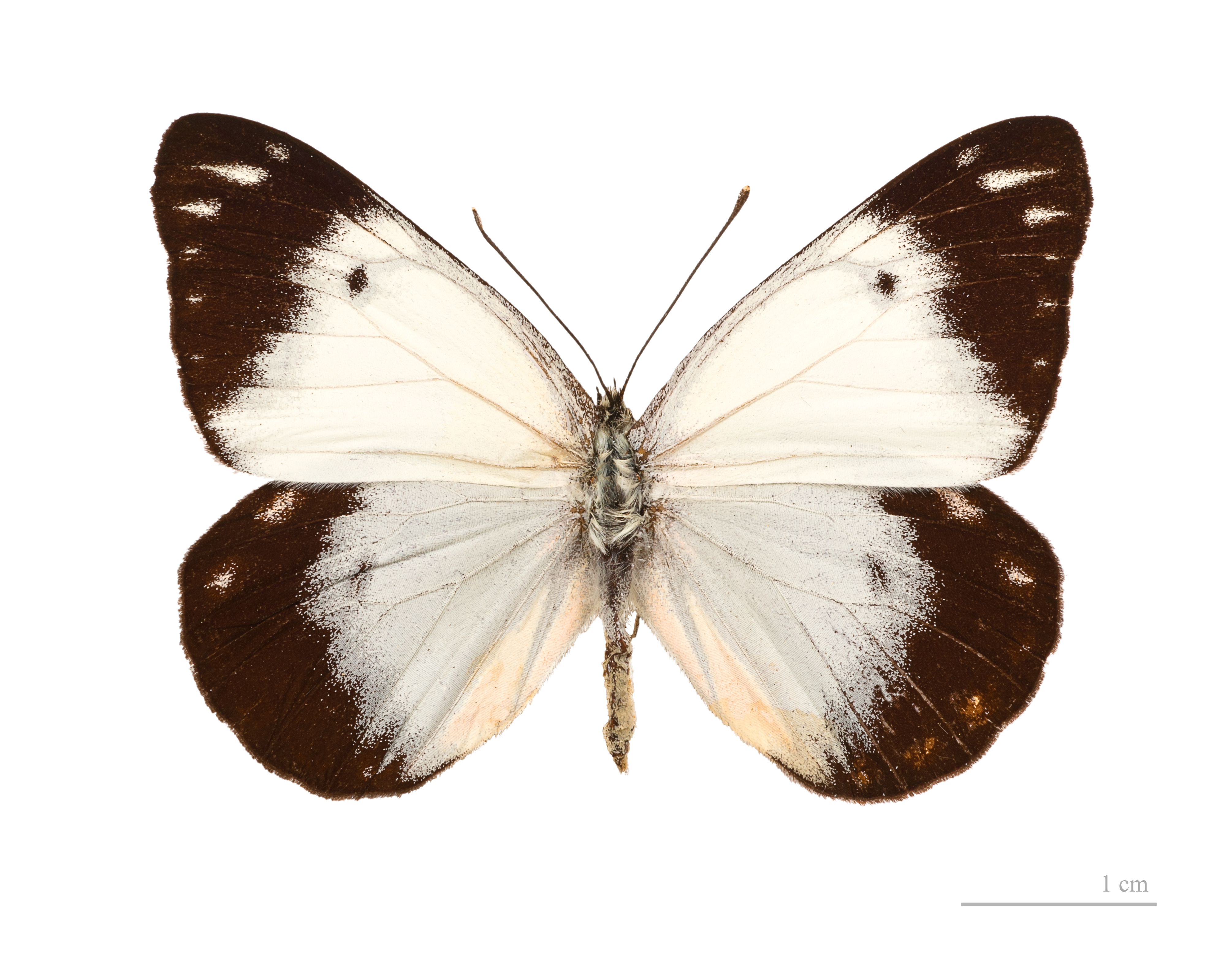
♀ Face dorsale
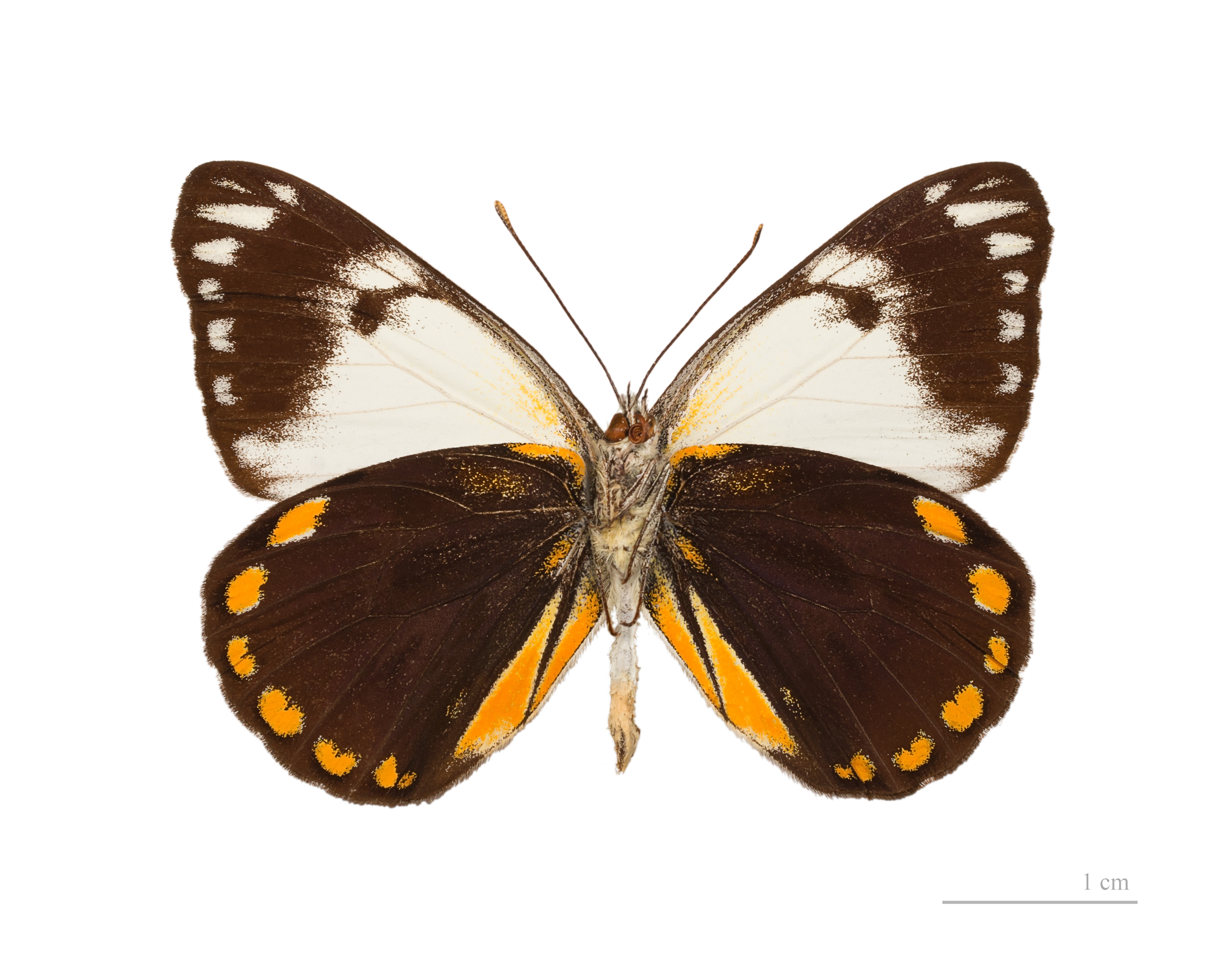
♀ △ - Face ventrale

La face supérieure des ailes du mâle est de couleur blanche avec une large tache noire apicale, l'aile postérieure a une bordure noire. Sur les deux ailes, la zone noire renferme des points blancs. La surface inférieure de l'aile postérieure est presque exclusivement noire, sauf des plaques blanches et jaunes entre les nervures. L'envergure chez le mâle est de 5 cm, la femelle est plus grande avec 6 cm.
La femelle peut varier considérablement d'aspect, avoir une forme pâle qui ressemble étonnamment au mâle ou avoir sur la surface supérieure des ailes une marge noire beaucoup plus large.
Le corps des deux va du vert olive au brun foncé.

### Chenille et chrysalide
Les œufs sont petits et orange. Les œufs sont pondus par groupes sur le haut des feuilles de la plante hôte.
Le premier stade larvaire de cette espèce est jaune pâle couvert de quelques longs poils. Les stades ultérieurs sont brun foncé à vert parsemés de taches blanches et jaunes. La tête a une marque blanche en forme de V et est noir brillant. Il existe deux lignes de poils sur le côté de la chenille dont le corps mesure 3 cm de long. La chenille se nourrit d’Apophyllum anomalum et de différentes espèces de Capparis. Contrairement à d'autres chenilles de sa taille B. java se nourrit assez peu, la rendant moins ravageuse agricole que les autres. Les chenilles se nourrissent pendant environ trois semaines jusqu'à la nymphose.
La pupe est blanche avec des taches noires et mesure environ 2,5 cm.

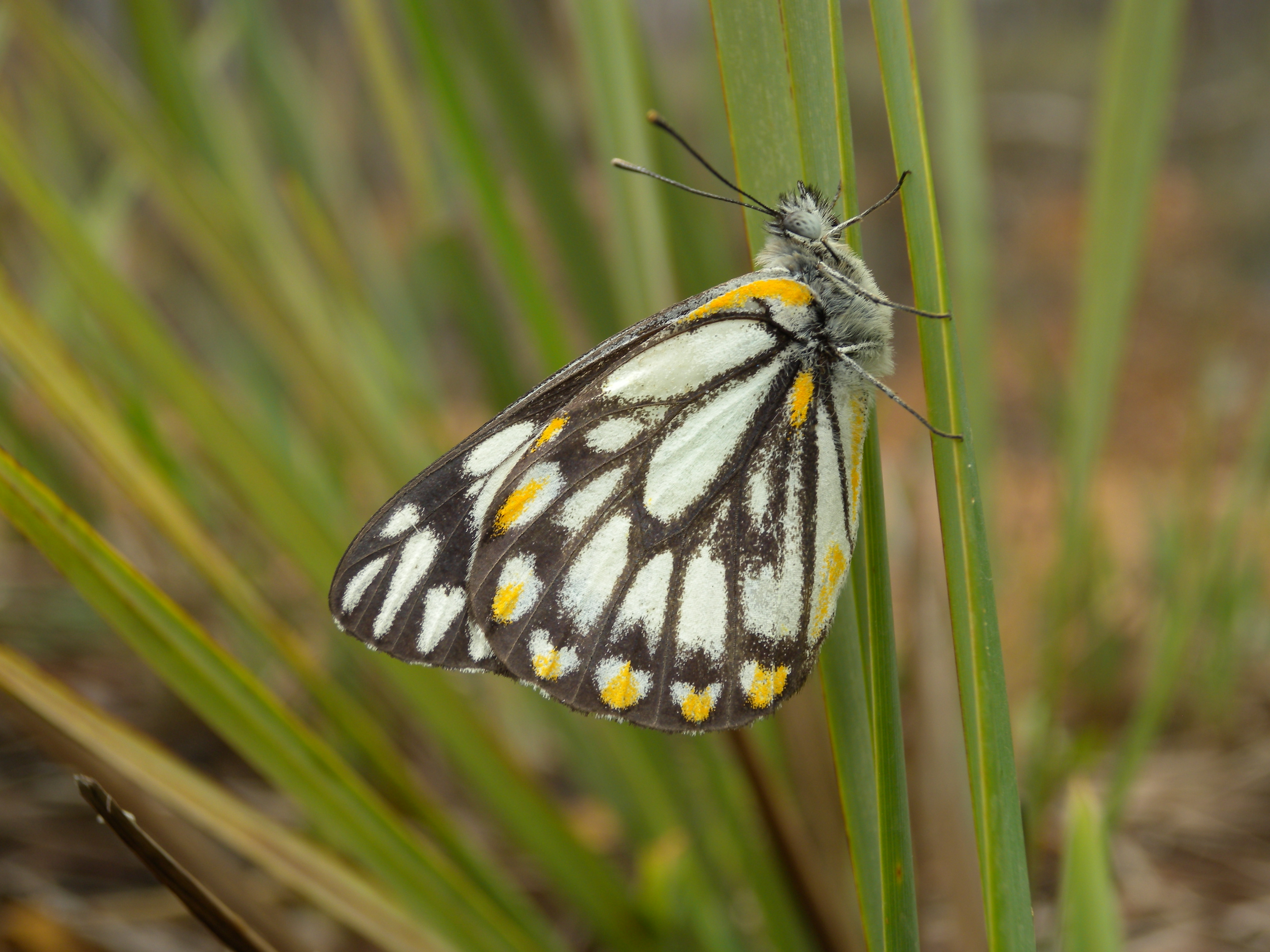
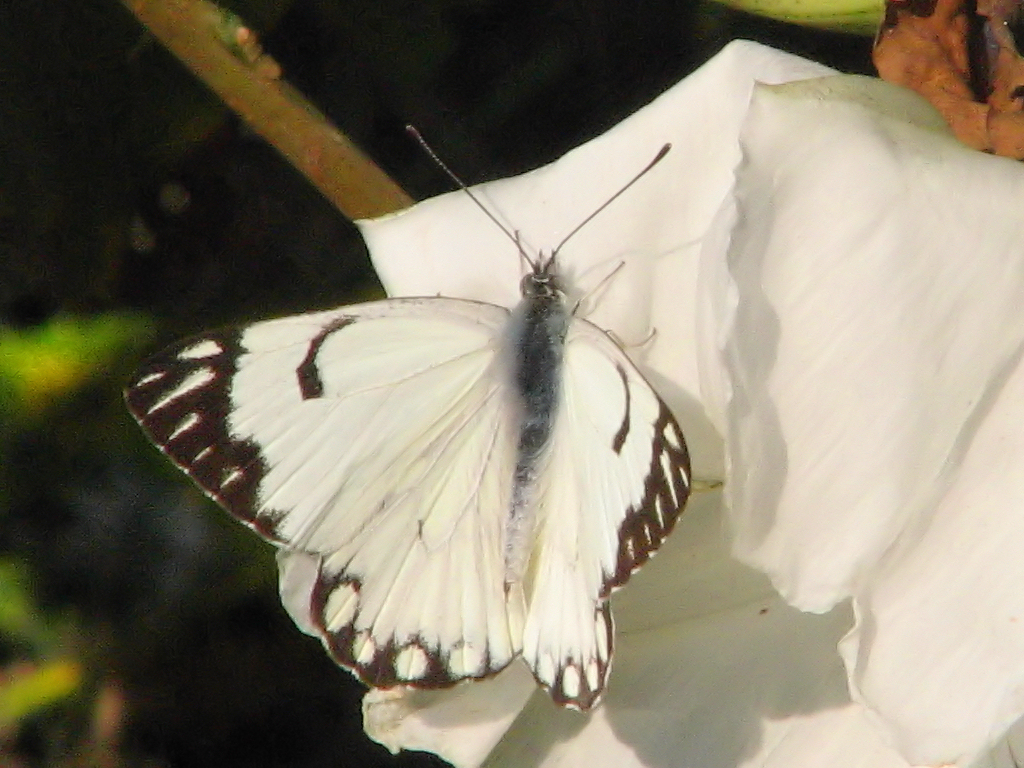
Belenois aurota à Agra
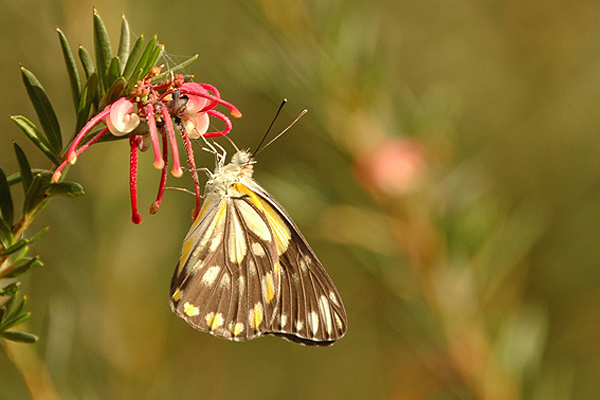
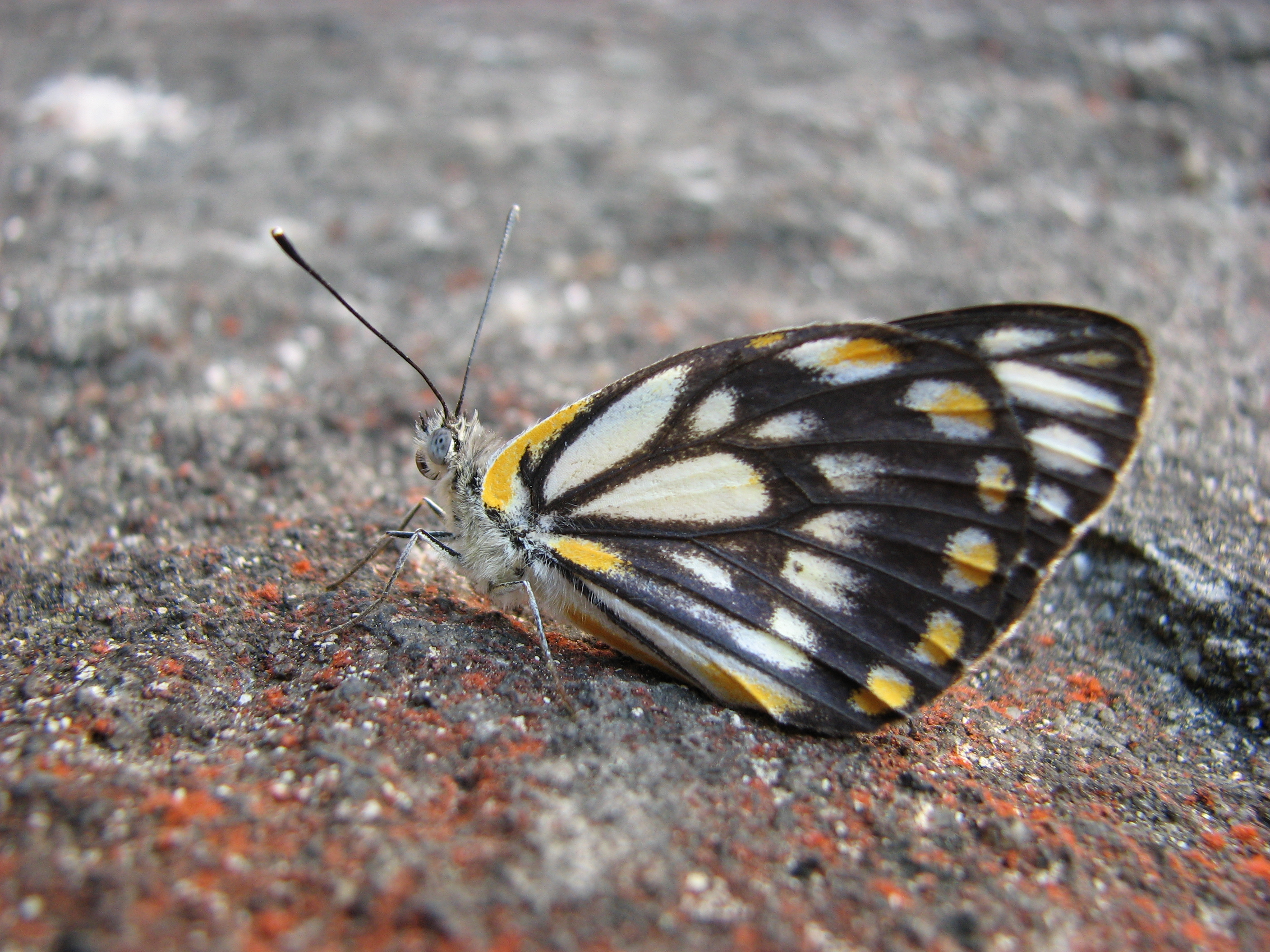
Belenois java teutonia

## Biologie

### Période de vol
L'imago émerge autour de décembre dans une grande partie de son habitat.
Dans d'autres zones Belenois java vole toute l'année.
C'est un migrateur qui chaque année se déplace et même d'île en île.

### Plantes hôtes
Les plantes hôtes de la chenille sont Apophyllum anomalum et différentes espèces de Capparis.

## Écologie et distribution
On la trouve en Indonésie et Australie.

### Biotope
Les biotopes sont variés, l'espèce peuplant toutes les zones où des Capparis sont présents.

### Protection
Cette espèce ne possède pas de statut de protection particulier.

## Philatélie
Un timbre a été édité par les îles Samoa en 1986